# Jean-Jacques Lamour
Pour les articles homonymes, voir Lamour.
Jean-Jacques Lamour, né le 23 février 1962 à Plouénan, est un coureur cycliste français. Surnommé « Jakez », il évolue en première catégorie amateur pendant dix-sept ans. Son palmarès compte environ 120 victoires, principalement acquises en Bretagne. Il a été champion de France par équipes dans les années 1980. 
Son frère cadet Claude a également été coureur cycliste.

## Palmarès
- 1984
  - Champion du Finistère
  - Essor Breton :
    - Classement général
    - 2e étape

  - Triomphe Breton
  - 2e du Tro Bro Leon
  - 3e du Grand Prix de Névez
- 1985
  - 3e de Redon-Redon
  - 3e du Grand Prix de Névez
- 1986
  - 1re étape de l'Essor Breton
  - Tour du Finistère
  - 2e du Tro Bro Leon
- 1987
  - 3e de l'Essor Breton
  - 3e du Tro Bro Leon
- 1988
  - 1re étape du Tour Nivernais Morvan
  - 4e étape du Ruban granitier breton[5]
  - 3e de Manche-Atlantique
- 1989
  - 4e étape de l'Essor Breton
- 1990
  - 3e des Trois Jours des Mauges
- 1993
  - Ronde Finistérienne
  - 2e de la Flèche Finistérienne
  - 3e du Grand Prix de Fougères
- 1994
  - Ronde Finistérienne
  - 2e de la Ronde du Sidobre
  - 3e du Tro Bro Leon
  - 3e de la Flèche Finistérienne
  - 3e du Triomphe Breton
- 1995
  - Grand Prix de Névez
- 1996
  - 3e étape de l'Essor Breton